# 姫路百祭シロトピア

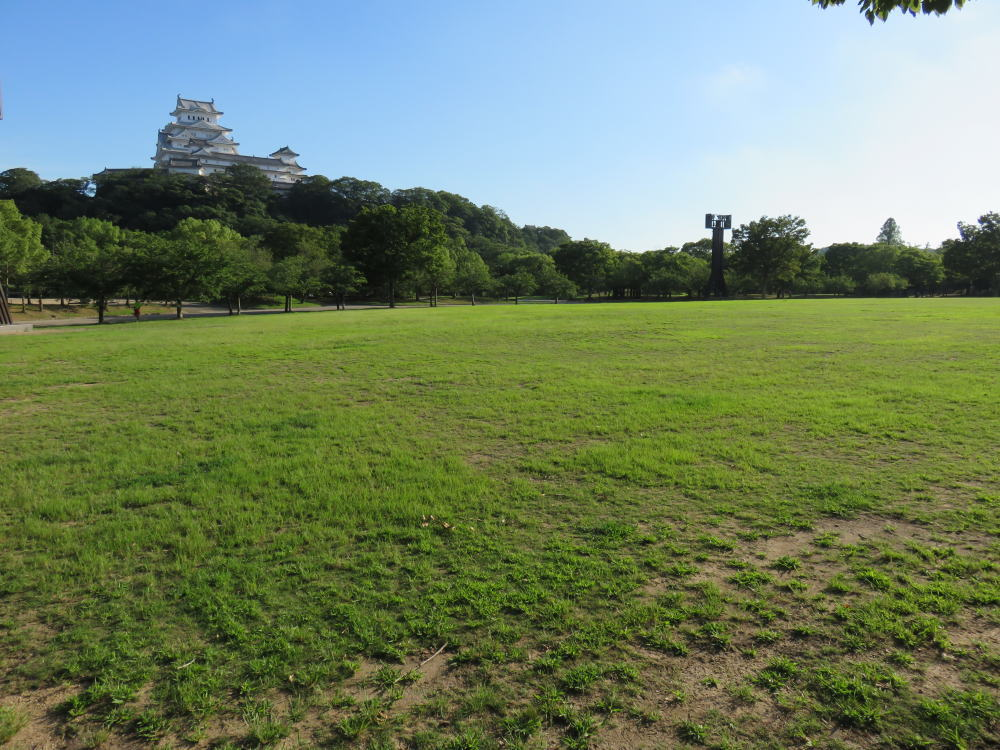
会場となった姫路公園（シロトピア記念公園）

姫路百祭シロトピア（ひめじひゃくさいしろとぴあ）は1989年（平成元年）に行われた兵庫県姫路市の市制100周年記念行事。会期は3月18日から12月31日までで、姫路城周辺および市内各地で行われた。
「美しい城 美しい人 美しい時」をテーマとし、市民が郷土への愛着を深めること、各地へ魅力をアピールすること、国際化の推進を図ることを開催目的とした。中心的な行事として’89姫路シロトピア博（89 ひめじしろとぴあはく）が3月18日から6月4日にかけて開催された。

## ’89姫路シロトピア博
姫路城周辺の約37.5haを会場として開催され、会場内の姫路城、姫路市立美術館、兵庫県立歴史博物館、姫路市立動物園の既存施設も活用された。姫路城では非公開部分の一般公開が行われ、美術館や歴史博物館では特別展示が行われた。開催後、会場の一部がシロトピア記念公園として整備された。

### 主なパビリオン
シロトピア館市内の祭りに関する展示、姫路城と姫路市制の歴史、西播磨の4市21町（当時）と姉妹都市の松本市と鳥取市を紹介。
国際交流館海外姉妹都市のアデレード、シャルルロア、クリチーバ、太原市、フェニックスを紹介。
風土記シアター『播磨国風土記』の十四の丘の伝説を解説。
夢とぶ未来館播磨の歴史を紹介するフィルムと映画「TO FLY」を上映。
おもしろ城の冒険館お城をモチーフにした遊具・アトラクション。
ゆうじょうプラザ国宝四城の姫路城・松本城・犬山城・彦根城を紹介。
百歳劇場カッパ座による公演、アーティストによるコンサート、キャラクターショー、市民参加のステージなど。
姫路城城下町城下町風の店舗での物販。大名行列など。

## その他の行事
- ケンゾー IN HIMEJI - 高田賢三による野外ファッションショー
- 玉三郎 IN HIMEJI - 坂東玉三郎による野外舞台
- ザ・姫路のまつり
- ライトアップ姫路
- 帆船イベント - 海王丸寄港

など

## データ
- 名称 - 姫路百祭シロトピア（’89姫路シロトピア博）
- 会期 - 1989年 3月18日～12月31日（3月18日～6月4日）
- 主催 - 姫路市・姫路100周年行事実行委員会
- テーマソング - 「夢あるまち」 作詞・作曲:さとう宗幸　編曲:佐久間順平　歌:島田歌穂・さとう宗幸
- マスコット　- しらさぎ姫[1][2]
- ’89姫路シロトピア博入場者数 - 1,582,197人（目標1,000,000人）
- 決算
  - 収入 - 約49億円　
  - 支出 - 約42億円
  - 余剰金 - 約7億円（姫路市に寄付された）